# Vernon (Texas)
Vernon is een plaats (city) in de Amerikaanse staat Texas, en valt bestuurlijk gezien onder Wilbarger County.

## Demografie
Bij de volkstelling in 2000 werd het aantal inwoners vastgesteld op 11.660.
In 2006 is het aantal inwoners door het United States Census Bureau geschat op 11.217, een daling van 443 (-3,8%).

## Geografie
Volgens het United States Census Bureau beslaat de plaats een oppervlakte van
21,0 km², geheel bestaande uit land. Vernon ligt op ongeveer 361 m boven zeeniveau.

## Geboren in Vernon
- Jack Teagarden (1905-1964), jazztrombonist
- Jim Wehba (1934-2010), worstelaar en manager
- Roy Orbison (1936-1988), country- en rockzanger
- Kenneth Starr (1946-2022), advocaat en rechter

## Plaatsen in de nabije omgeving
De onderstaande figuur toont nabijgelegen plaatsen in een straal van 40 km rond Vernon.